# Ted (film)
Ted (oryg. Ted) – amerykański film komediowy z 2012 roku w reżyserii Setha MacFarlane'a.

## Fabuła
Ośmioletni John Bennett dostał na gwiazdkę pluszowego misia, który ożył w wyniku świątecznego zaklęcia. Wkrótce zostali najlepszymi przyjaciółmi i razem dorastali. Obecnie John ma 35 lat, mieszka z dziewczyną, Lori Collins, zaś Ted wciąż mu towarzyszy. Ted przez wiele lat był celebrytą, jednak jego popularność już się skończyła, aktualnie prowadzi bujne życie towarzyskie, wraz z Johnem dzielą skłonności do alkoholu i marihuany. Ted uosabia złe cechy Johna: niedojrzałość, lenistwo, skłonności do złego stylu życia.

## Obsada
- Mark Wahlberg jako John Bennett
- Mila Kunis jako Lori Collins
- Bretton Manley jako młody John Bennett
- Giovanni Ribisi jako Donny
- Seth MacFarlane jako głos Teda
- Joel McHale jako Rex
- Laura Vandervoort jako Tanya
- Aedin Mincks jako Robert
- Ginger Gonzaga jako Gina
- Jessica Barth jako Tami-Lynn
- Matt Walsh jako Thomas
- Norah Jones jako ona sama
- Sam J. Jones jako on sam
- Tom Skerritt jako on sam
- Patrick Stewart jako narrator retrospekcji